# Низькопорогові кальцієві канали
Низькопорогові кальцієві канали (англ. Low Voltage Activated або T-type calcium channels) — потенціалзалежні іонні канали, які пропускають вхідний кальцієвий струм у відповідь на невеликі (низькопорогові) зміни мембранного потенціалу в бік деполяризації (між -60 та -40 мВ). Струм через НПКК характеризується маленькою (англ. tiny) провідністю та швидкоплинною (англ. transient) формою. Тому ці канали ще називають кальцієвими каналами Т-типу.
Різні ізоформи кальцієвих каналів Т-типу функціонують у нейронах, кардіоміоцитах, м'язовій тканині, секреторних клітинах, сперматозоїдах тощо. Але одночасно всі три гени низькопорогових кальцієвих експресуються лише в нервовій тканині, в першу чергу в головному мозку хребетних. Ключову роль низькопорогові кальцієві канали відіграють у таламусі, де беруть участь в перемиканні між тонічною та пачковою активністю нейронів у таламокортикальній петлі. Перехід таламічних нейронів у режим пачкової активності відбувається під час сну, а також за деяких патологіях, зокрема абсансній епілепсії.

## Класифікація та номенклатура
До підродини низькопорогових кальцієвих каналів належать три представники, які відрізняються один від одного послідовністю амінокислот головної пороформуючої субодиниці. У більшості хребетних і ссавців наявно 3 гени, які кодують альфа1-субодиниці низькопорогових кальцієвих каналів: CACNA1G (кальцієвий канал Саν3.1), CACNA1H (Саν3.2) та CACNA1I (Саν3.3). Cav3 — спільна назва всіх Т-каналів (Са — головний іон, що проходить через канал; v — від англ. voltage, що означає потенціалкерованість; 3 — третя група серед потенціалзалежних кальцієвих каналів).
Безхребетні зазвичай мають лише один канал групи Cav3.

## Молекулярна структура
Канали Т-типу складаються лише з порформувальної субодиниці α1, яка є трансмембранним білком. Додаткових субодиниць для свого функціонування вони не потребують. Субодиниця α1 — відносно велика (>200 кДа) білкова молекула, що складається з чотирьох повторів — мотивів (І, ІІ, ІІІ та IV). Кожен мотив має 6 трасмембранних сегментів, сформованих α-спіралями (S1-S6). Між сегментами S5 та S6 знаходиться петля, що формує внутрішню поверхню пори (англ. pore-forming loop — Р) та іон-селективного фільтру. Сегмент S4 є сенсором потенціалу, має в своєму складі залишки амінокислот аргініну та лізину, що надають йому позитивний заряд.
Чотири повторювані білкові мотиви поєднані між собою великими внутрішньоклітинними петлями, які містять сайти для взаємодії з цитоплазматичними білками, допоміжними субодиницями та іншими факторами. Довгі N- та C-кінцеві фрагменти білка також знаходяться на цитоплазматичному боці клітинної мембрани.
Функціональні відмінності між підтипами каналів Т-типу визначаються відмінностями амінокислотних послідовностей їх порформувальних субодиниць. Відповідно для підтипу Саν3.1 — це субодиниця α1G (ген, що її кодує CACNA1G), підтипу Саν3.2 — α1H (ген CACNA1Н), та Саν3.3 — α1I (ген CACNA1І). У людини ці гени розташовані відповідно на 17-й, 16-й і 22-й хромосомі.
Порівняльний аналіз послідовностей генів Cav3 каналів у людини, щура, миші, собаки та корови визначив ступінь гомології членів підродини в ссавців. Cav3.1 канали є висококонсервативними, із гомологією 90-95 % між згаданими п'ятьма видами, Саv3.2 менш консервативні — 70-80 %, а Саv3.3 мають проміжні значення — 80-90 %.

## Електричні властивості
Низькопорогові канали активуються за невеликих негативних значень мембранного потенціалу (між -60 та -40 мВ) і швидко інактивуються. Струм через ці канали характеризується маленькою (англ. tiny) провідністю та швидкоплинною (англ. transient) формою.
За кінетичними властивостями кальцієві струми Т типу ділять на «швидкі» (Саν3.1, Саν3.2) та «повільні» (Саν3.3). У «швидких» постійна часу активації становить кілька мілісекунд (мс), інактивації — десятки, а у «повільних» активаційна — десятки мс, постійна часу інактивації може досягати сотень мс.
Активація Т-каналів відбувається за умови попередньої гіперполяризації клітини. Вважається, що попередня гіперполяризація нейрона нижче -70 мВ виводить НПКК з інактивації.
Діяльність таких НПКК разом з деякими іншими каналами призводить до генерації низькопорогових спайків (НПС), що є основою пейсмекерної та ритмічної активності клітин. Гіперполяризація зумовлює появу Ih-струму, створеного неселективними катіонними каналами, активованими гіперполяризацією. Ih-струм деполяризує мембрану до такого рівня потенціалу, при якому активуются НПКК і виникає низькопороговий спайк. На вершині спайку, внаслідок подальшої деполяризації мембрани і досягнення порогового потенціалу активуються потенціалзалежні натрієві канали (генерується пачка швидких ПД). Далі активуються Са2±залежні калієві канали. Струми через них зумовлюють гіперполяризацію мембрани і повернення потенціалу до рівня, необхідного для активації Ih-струму. Далі події повторюються.

## Фізіологічні функції
Канали Т-типу представлені у різних ділянках нервової системи (найбільш високу їх концентрацію виявлено у таламусі та сенсорних нейронах), вони знайдені у таламокортикальних нейронах перемикальних та ретикулярних ядер таламуса, а також у корі головного мозку. Окрім нервової системи Т-канали розповсюджені й у інших тканинах: серцевому м'язі, нирках, гладеньких м'язах, печінці, наднирникових залозах, сітківці ока, яєчках. Є відомості, що НПКК переважно експресуються в тканинах на ембріональних та ранніх постанатальних стадіях розвитку. Це наводить на думку про роль Т-каналів у диференціації та проліферації.
Завдяки тому, що НПКК здатні активуватись при потенціалах близьких до потенціалу спокою, вони відіграють важливу роль у генерації спонтанної ритмічної активності так званих ендогенних пейсмекерних (beaters) та залпових клітин (bursters).

## Регуляція експресії генів

### Сплайсинг
Транскрипти всіх трьох генів підродини Саv3 підлягають альтернативному сплайсінгу, що відображається на функції каналів. Кожен ген складається з 35-38 екзонів. Так для Саv3.1 відомо декілька десятків сплайс-ізоформ, деякі з яких мають більшу щільність на мембрані та змінені характеристики активації, інактивації та проникності. У гені Саv3.2 виявлено 14 сайтів сплайсингу, які впливають на проявлення мутантних фенотипів та на активацію струму через канал. Декілька сплайс-варіантів, що впливають на електрофізіологію каналу, відомі й для Саv3.3.
Незважаючи на те, що відсутні відомості про пряму бохімічну взаємодію між α1-субодиницею та допоміжними білковими субодиницями потенціалкерованих кальцієвих каналів, коекспресія γ- та α2δ-білків призводила до змін у воротних струмах та щільності каналів на мембрані, проте цей вплив неспівставний з таким для високопорогових кальцієвих каналів.

### Транскрипційні фактори
Відомо декілька транскрипційних факторів, які впливають на зчитування генів низькопорогових кальцієвих каналів. Найкраще вивчена регуляція транскрипції ізоформи Cav3.2.
У 2016 році група китайських дослідників описала підвищення активності експресії генів каналів Cav3.1 і Cav3.3 під впливом фактору GDF15 у префронтальній корі мишей.

## Роль у патології
Мутації в генах низькопорогових кальцієвих каналів знайдені при деяких захворюваннях нервової та серцево-судинної систем.
У 2015 році знайдено мутацію в гені Cav3.1 у пацієнтів з мозочковою атаксією. Ця мутація призводила до зсування кривої активації каналів до більш позитивних значень та за даними моделювання знижували здатність нейронів мозочка активуватися та генерувати нервові імпульси.
Зміни експресії генів низькопорогових кальцієвих каналів є фізіологічно необхідними, проте порушення нормальної регуляції цих змін призводить до патологій. Патологічне підвищення експресії генів низькопорогових кальцієвих каналів пов'язують з розвитком абсансної епілепсії. Дитяча абсансна епілепсія людини — це поширена неконвульсивна форма епілепсії, на яку страждає 1 дитина на 2000 у віці від 4 до 15 років. Етіологія абсансної епілепсії залишається невідомою, хоча виявлені генетичні кореляції захворювання з декількома нуклеотидними поліморфізмами в генах Т-каналів.

## Низькопорогові кальцієві канали безхребетних
Гомологи генів, що кодують α1-субодиниці Т-каналів широко розповсюджені в різних гілках тварин. Ортологічні гени знаходять у таких далеких групах як хоанофлагеляти, трихоплакс, комахи, молюски. Деякі групи, як наприклад губки, не мають генів кальцієвих каналів Т-типу, ймовірно внаслідок вторинної втрати. Найчастіше в геномі тварини наявний один ортолог підродини Cav3, але серед представників кишковопорожнинних гідра Hydra magnipapillata має один ортологічний ген, а анемона Nematostella vectensis — два гени. У геномі ссавців, як і у всіх Tetrapoda і кісткових риб, наявні 3 гени, що кодують низькопорогові кальцієві канали, що, ймовірно, є наслідком подвійної диплоїдизації генома предків риб.
Вперше низькопороговий кальцієвий струм у нейронах молюсків роду Helix було виміряно київськими біофізиками з Інституту фізіології АН УРСР 1989 року. Першого представника підродини було виділено і досліджено канадськими науковцями у 2010 році. Безхребетні мають лише один ген низькопорогового кальцієвого каналу, що має ортологи у більшості типів Animalia, включаючи Trichoplax і кишковопорожнинних. Пізніше було встановлено, що на відміну від білків хребетних цей канал має меншу кальцієву селективність, а його серцевий сплайс-варіант значно ефективніше пропускає натрій, аніж кальцій.

## Історія дослідження
Низькопорогові кальцієві струми були вперше зареєстровані в Інституті фізіології ім. О. О. Богомольця на початку 1980-х років Миколою Веселовським і Світланою Федуловою під керівництвом академіка Платона Костюка. В кінці 1990-х років американським біохіміком Едвардом Перез-Реєсом (англ. Edward Perez-Reyes) було клоновано гени цих каналів.